# Kevin Phillips
Kevin Mark Phillips (Hitchin, Hertfordshire, 25 juli 1973) is een voormalig Engels profvoetballer die onder contract stond bij onder meer Leicester City.

## Carrière
Phillips begon zijn voetbalcarrière als rechtsback. Hij werd echter niet goed genoeg bevonden door Southampton en werd opgepikt door de non-league club Baldock Town. Aldaar werd hij omgeturnd tot spits, wat hem een transfer naar Watford opleverde. Tijdens het seizoen 1994-95 nam Watford hem over voor £10,000 nadat Glenn Roeder hem had ontwaart bij Baldock Town.
In het seizoen 1995/1996 zat Phillips bijna het gehele seizoen aan de zijlijn door een voetblessure. Phillips had reeds overeenstemming bereikt met George Burley van Ipswich Town, maar de clubs werden het niet met elkaar eens.
Na de degradatie van Sunderland werd Kevin Phillips aangetrokken. Hij kwam maar langzaam op gang bij Sunderland, maar maakte uiteindelijk 35 doelpunten in zijn eerste jaar en werd daarmee de eerste na Brian Clough die minimaal 30 keer scoorde voor Sunderland/
Tijdens het seizoen 1998-1999 stak Phillips in een dusdanig goede vorm dat hij zelf werd uitgenodigd voor het Engels voetbalelftal. Hij maakte dan ook zijn debuut tegen Hongarije. Phillips beëindigde het seizoen met 23 treffers in 26 wedstrijden. Hiermee was hij voor een groot deel medeverantwoordelijk voor de promotie van Sunderland naar het Premiership.
Ook op het hoogste niveau ging Phillips door met scoren en in het seizoen 1999-2000 vond hij dertig keer het net. Dit leverde hem als eerste en tot nog toe enige Engelsman de gouden schoen op. En mede door zijn treffers eindigde Sunderland op een verrassende 7e plaats, waardoor ze op een haar na kwalificatie voor de UEFA Cup misten.
Na dit seizoen ging het elk jaar een beetje minder bij Sunderland tot aan degradatie in 2003. Dit noopte tot vertrek bij Sunderland, waarna hij onderdak vond bij Southampton. Phillips tekende daarop bij Aston Villa, waar hij bij zijn debuut meteen wist te scoren. Na een aantal blessures was hij niet altijd zeker meer van een basisplaats en vertrok naar degradant West Bromwich Albion.
Met 24 doelpunten in 30 wedstrijden had Phillips zijn aandeel in de promotie naar de Premier League van West Bromwich Albion in 2008. Toen West Bromwich Albion hem echter maar een eenjarig contract aanbood, zocht hij zijn heil bij Birmingham City alwaar hij wel voor twee seizoenen kon tekenen. In juli 2011 vertrekt hij naar Blackpool FC. Eind januari 2013 wordt hij verhuurd aan Crystal Palace. Op 27 mei 2013 bezorgde hij de Londenaren een terugkeer naar de Premier League, door de winnende treffer in de finale van de play-offs tegen Watford voor zijn rekening te nemen.
In juni 2013 maakt hij het seizoen af in Blackpool. In de zomer verkast hij toch definitief naar Crystal Palace.
De inmiddels 40-jarige Phillips speelt slechts 4 wedstrijden bij Crystal Palace. Op 1 januari 2014 is het contract ontbonden. Op 17 januari 2014 werd bekend dat hij gaat spelen voor Leicester City in de Football League Championship.

## Interlandcarrière
Ondanks zijn succes op clubniveau, kwam Phillips maar acht keer uit voor het Engels voetbalelftal. Geen enkele keer mocht hij de volle 90 minuten spelen. In deze wedstrijden wist hij ook niet tot scoren te komen.
| Interlands van Kevin Phillips voor Engeland | Interlands van Kevin Phillips voor Engeland | Interlands van Kevin Phillips voor Engeland | Interlands van Kevin Phillips voor Engeland | Interlands van Kevin Phillips voor Engeland | Interlands van Kevin Phillips voor Engeland |
| №                                           | Datum                                       | Wedstrijd                                   | Uitslag                                     | Competitie                                  | Goals                                       |
| ------------------------------------------- | ------------------------------------------- | ------------------------------------------- | ------------------------------------------- | ------------------------------------------- | ------------------------------------------- |
| 1                                           | 28.04.1999                                  | Hongarije – Engeland                        | 1–1                                         | Vriendschappelijk                           |                                             |
| 2                                           | 10.10.1999                                  | Engeland – België                           | 2–1                                         | Vriendschappelijk                           |                                             |
| 3                                           | 23.02.2000                                  | Engeland – Argentinië                       | 0–0                                         | Vriendschappelijk                           |                                             |
| 4                                           | 27.05.2000                                  | Engeland – Brazilië                         | 1–1                                         | Vriendschappelijk                           |                                             |
| 5                                           | 03.06.2000                                  | Malta – Engeland                            | 1–2                                         | Vriendschappelijk                           |                                             |
| 6                                           | 15.11.2000                                  | Italië – Engeland                           | 1–0                                         | Vriendschappelijk                           |                                             |
| 7                                           | 10.11.2001                                  | Engeland – Zweden                           | 1–1                                         | Vriendschappelijk                           |                                             |
| 8                                           | 13.02.2002                                  | Nederland – Engeland                        | 1–1                                         | Vriendschappelijk                           |                                             |

## Privé
Phillips is gehuwd en heeft vier kinderen.

## Erelijst

### Club
Sunderland
- Football League Division 1 winnaar: 1998–99

West Bromwich Albion
- Football League Championship winnaar: 2007–08

Birmingham City
- Football League Championship: runner-up 2008–09

### Individueel
- Premiership Player of the Month: Oktober 1999
- Premier League Golden Boot: 1999–2000
- Europese gouden schoen: 1999–2000